# Strandwagen

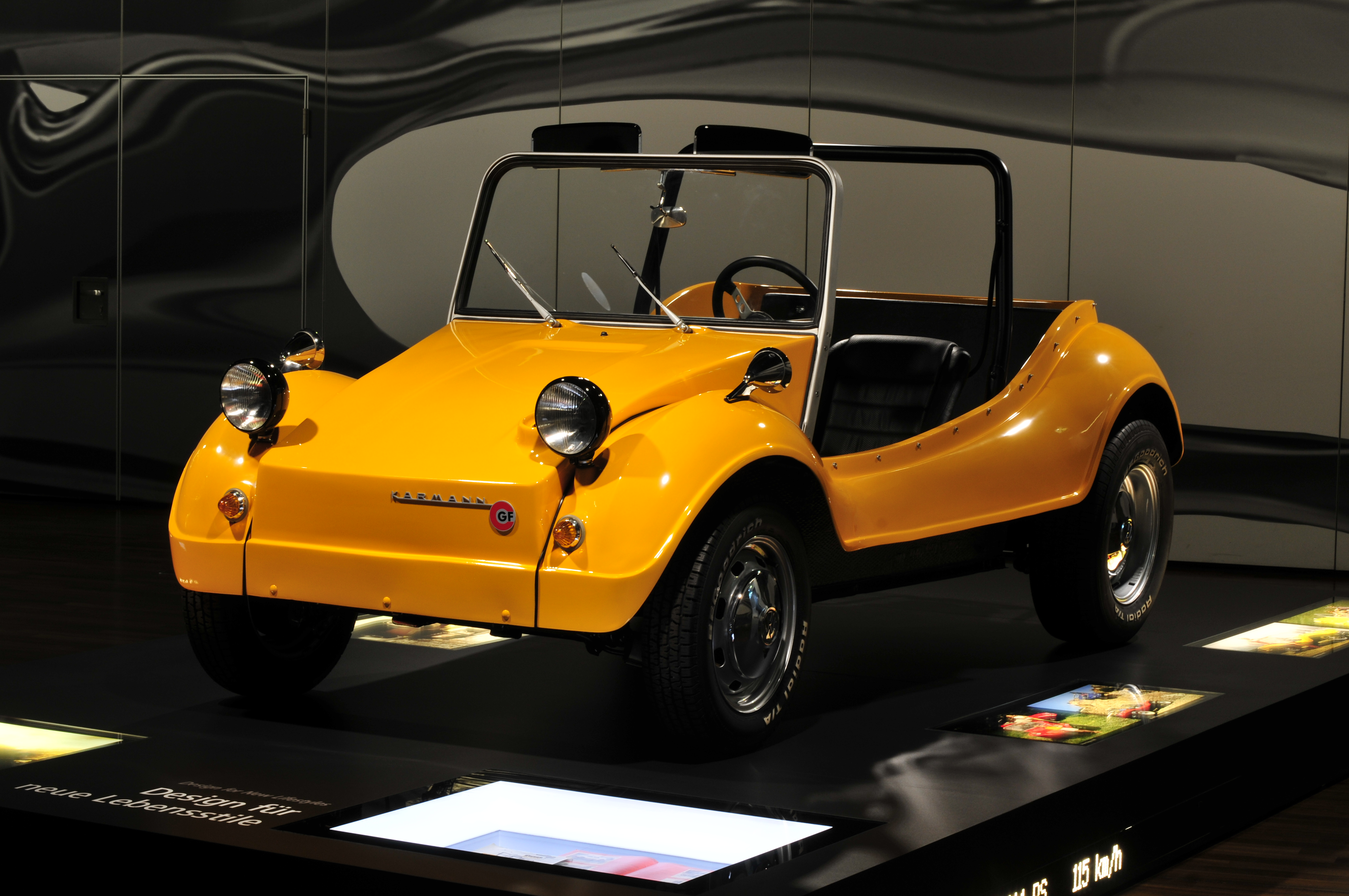
VW-Buggy als typisch deutscher Strandwagen: VW Karmann GF Buggy

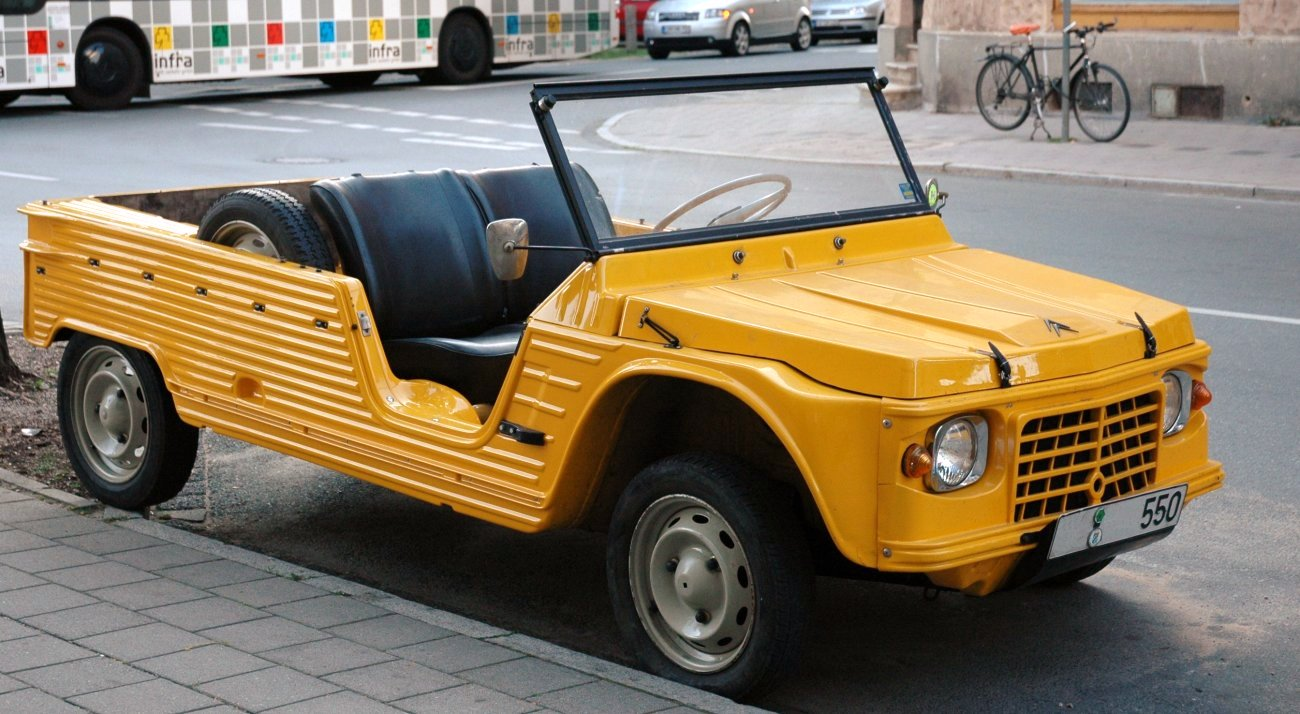
Französischer Strandwagen: Citroën Méhari

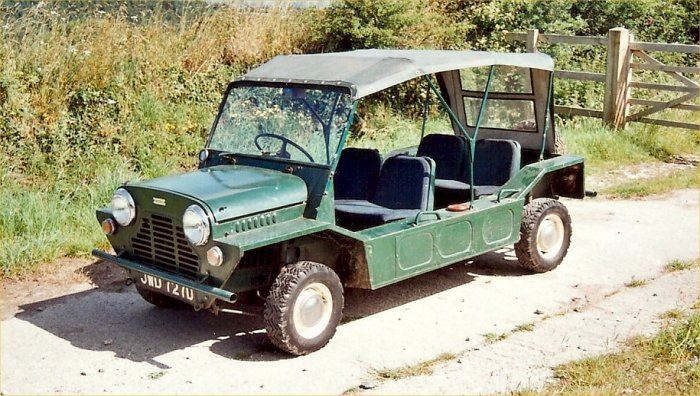
Britischer Strandwagen: Mini Moke

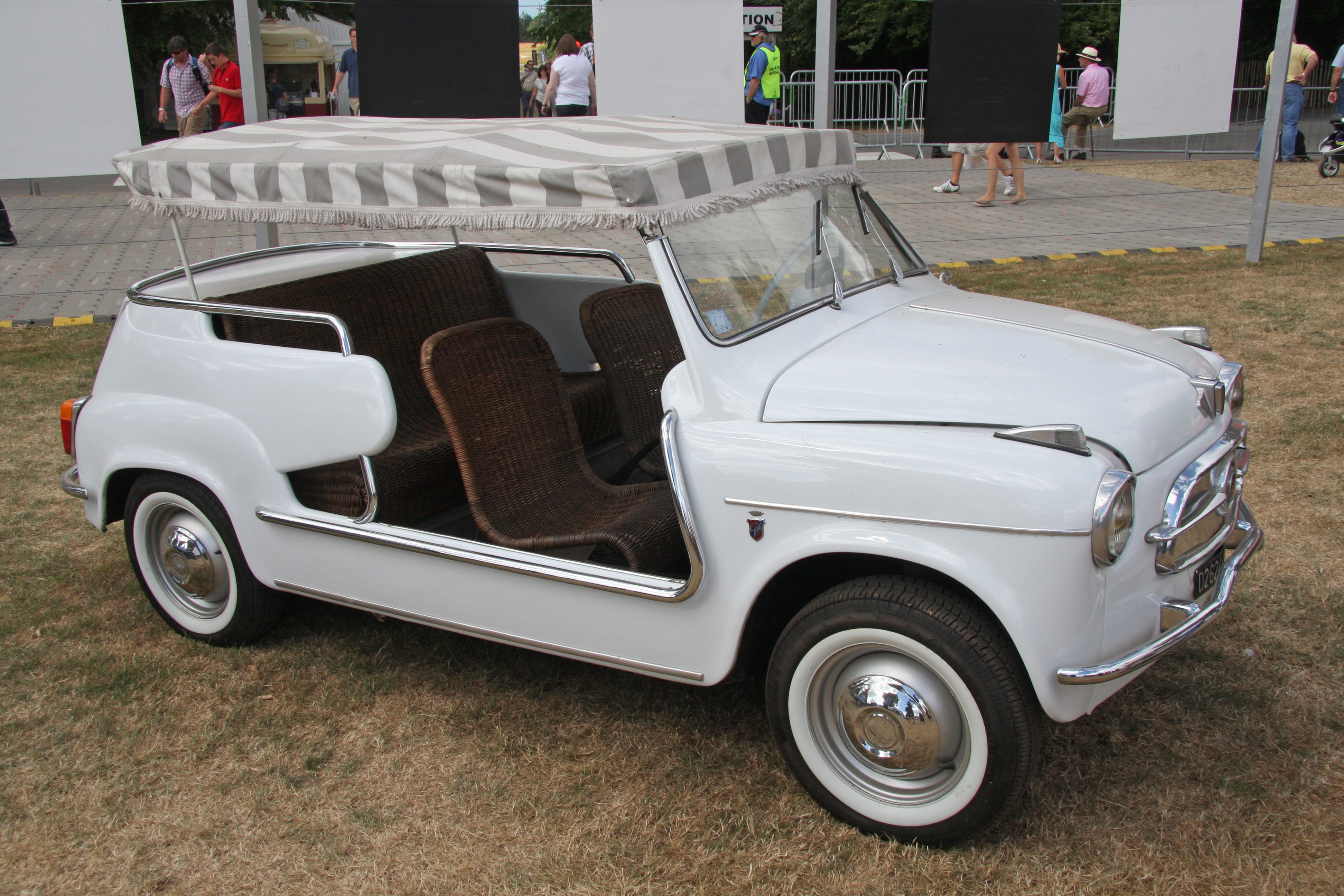
Ghia 600 Jolly auf Basis eines Fiat 600. Aufgrund der selbsttragenden Karosserie keine ideale Basis für einen Strandwagen.

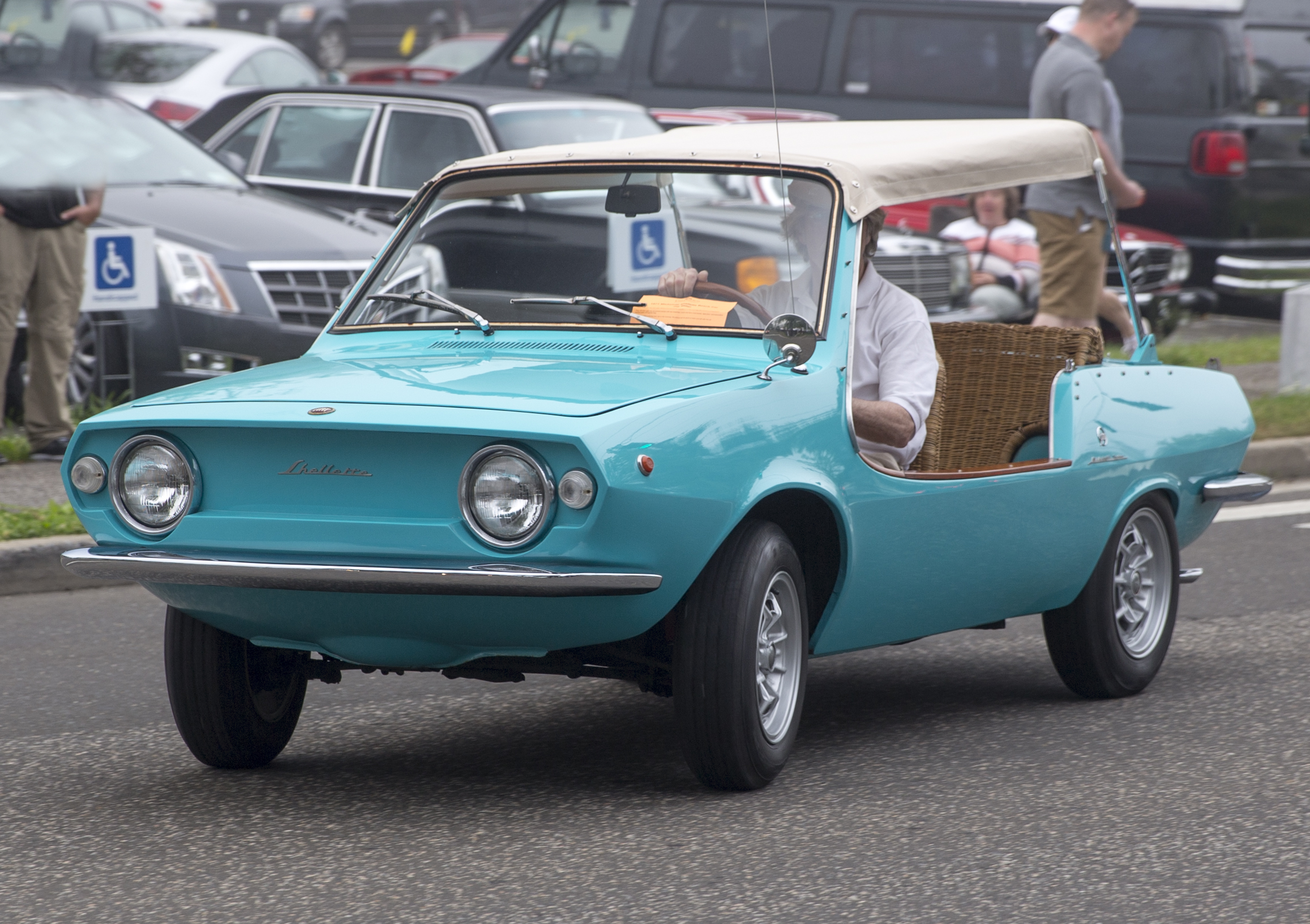
Michelotti Shellette (1968)

Ein Strandwagen ist eine Karosseriebauform von Personenkraftwagen.

## Beschreibung
Ein Strandwagen ist ein leichtes, offenes Freizeitfahrzeug. Die Karosserie besteht meistens aus Kunststoff. Manche Modelle verfügen über seitliche Türen, andere nicht. Es gibt Versionen mit einer und mit zwei Sitzreihen. Ein Verdeck schützt in vielen Fällen nur notdürftig gegen Regen.
Die Basis der Fahrzeuge bildet oftmals ein Kleinstwagen oder Kleinwagen. Sie verfügen entweder über einen Frontmotor mit Frontantrieb oder einen Heckmotor mit Heckantrieb. Durch die Belastung der Antriebsachse durch den Motor und das geringe Gewicht der Fahrzeuge sind sie bedingt geländetauglich. Es gibt auch Modelle mit Allradantrieb. Strandwagen mit Frontmotor und Hinterradantrieb gibt es nur wenige.
Nur wenige Modelle sind von vornherein als Strandwagen konzipiert worden. Oftmals hat der Fahrzeughersteller oder ein Karosseriehersteller auf der bestehenden Basis eines passenden Modells eine Karosserie für die Verwendung als Strandwagen entworfen. 
In vielen Fällen werden auch Bausätze angeboten, die Bastler anstelle der ursprünglichen Karosserie auf die Fahrgestelle ihrer gebrauchten Fahrzeuge montieren. Besonders geeignet sind Modelle, die über ein separates Fahrgestell oder einen Plattformrahmen wie der VW Käfer verfügen. Auf diese Weise entstehen VW-Buggys. Nicht gut geeignet sind die kleinen Fiat-Modelle 500 und 600 aufgrund ihrer selbsttragenden Karosserie.

## Modelle
Im Folgenden eine kleine Auswahl:
- A. Ellados Poker 126
- Attica Cabrioletta[1]
- BS Nymph
- Citroën Méhari
- Citroën Pony
- Enfield-Neorion E 8000 Bicini[1]
- Fiberfab Sherpa
- Fissore 127 Scout
- Ghia 500 Jolly und 600 Jolly[1][2]
- Gurgel
- Jehle Safari
- MAVA-Renault Farma Σ
- Mini Moke
- Michelotti Shellette
- Moretti 500 Minimaxi[2], Midimaxi und Minimaxi
- Pan-Car Beach Buggy
- Renault Rodéo
- Safari (aus Griechenland)
- Safari (aus Dänemark)
- Savio Jungla
- Scoiattolo
- Sibona-Basano Fiat 500 Decathlon
- Teilhol Tangara (1987–1990) als Méhari-Nachfolger
- Trabant 601 Tramp
- Vignale Gamine
- Vespa 400 Esterel[1]
- VW-Buggy; diverse Hersteller wie Buggy-Center-Hamburg G. Kühn, Ledl und Swiss Buggy